# Geoffrey Coles
Geoffrey Horsman Coles (Hastings, East Sussex, 13 de març de 1871 – Festubert, Pas de Calais, 27 de gener de 1916) va ser un tirador anglès que va competir a començaments del segle xx. Morí en combat durant la Primera Guerra Mundial, mentre servia a la Royal Fusiliers a Festubert. Fou enterrat al proper Brown's Road Military Cemetery.
El 1908 va prendre part en els Jocs Olímpics de Londres, on disputà dues proves del programa de tir. En la prova de Pistola lliure per equips guanyà la medalla de bronze. A més a més disputà la prova de pistola individual, on fou onzè.